# Asmate basibrunnea
Asmate basibrunnea är en fjärilsart som beskrevs av Josif Capuse 1963. Asmate basibrunnea ingår i släktet Asmate och familjen mätare. Inga underarter finns listade i Catalogue of Life.